# Thich Nhat Hanh
Thích Nhất Hạnh (/ˈtɪk ˈnjʌt ˈhʌn/; [tʰǐk ɲɜ̌t hɐ̂ʔɲ]; Huế, 11 de outubro de 1926 - Huế, 22 de janeiro de 2022) foi um monge budista, pacifista, escritor e poeta Vietnamita - sendo Thích um título honorífico dado aos monges, significando "do clã Sakya (clã onde o Buda nasceu)".
Nascido como Nguyễn Xuân Bảo, foi um dos mestres do zen-budismo mais conhecidos e respeitados no mundo de hoje, poeta e ativista da paz e dos direitos humanos.  Nascido na região central do Vietnã, ele se juntou aos monges na idade de dezesseis anos. Por ocasião da Guerra do Vietnã, os mosteiros se defrontaram com a questão de aderir ou não, exclusivamente, à vida contemplativa e continuar a meditar nos mosteiros, ou ajudar a população que sofria sob bombardeios e outras devastações da guerra. Nhat Hanh foi um dos que optaram por fazer as duas coisas, ajudando a fundar o movimento do budismo engajado.  Desde então, dedicou sua vida ao trabalho de transformação interior para o benefício dos indivíduos e da sociedade.
Em Saigon, no início dos anos 60, Thich Nhat Hanh fundou a Escola de Serviço Social da Juventude, uma organização de apoio popular que passou a se dedicar à reconstrução de aldeias bombardeadas, criação de escolas e centros médicos, reassentamento de famílias desabrigadas, e organizando as cooperativas agrícolas. Reunindo cerca de 10.000 estudantes voluntários, a organização baseou o seu trabalho nos princípios budistas da não-violência e ação compassiva. Apesar da denúncia do governo de sua atividade, Nhat Hanh também fundou uma universidade budista, uma editora e uma revista influente ativista da paz no Vietnã.
Depois de visitar os EUA e a Europa, em 1966, em missão de paz, ele foi proibido de retornar ao Vietnã. Em viagens posteriores para os EUA, elaborou um processo de paz para as autoridades federais e do Pentágono, incluindo Robert McNamara. Ele pode ter mudado o curso da história dos EUA, quando persuadiu Martin Luther King a se opor publicamente à Guerra do Vietnã, sendo que isso ajudou a galvanizar o movimento pela paz. No ano seguinte, Luther King indicou-o para o Prêmio Nobel da Paz. Posteriormente, Nhat Hanh chefiou a delegação budista nas Conversações de Paz de Paris.
No anos 70, fundou, com outros exilados, a comunidade Sweet Potato nos arredores de Paris, com intuito de agregar outros praticantes, tanto orientais quanto ocidentais, na prática da meditação e do budismo engajado - e no auxílio às vítimas da Guerra do Vietnã.
Em 1982, ainda no seu exílio na França, fundou Plum Village, uma comunidade budista, onde continuou seu trabalho para aliviar o sofrimento dos refugiados, os presos políticos e famílias famintas no Vietnã e em todo o Terceiro Mundo. Também recebeu o reconhecimento por seu trabalho com os veteranos do Vietnã, retiros de meditação, e seus escritos sobre a meditação, atenção e paz. Já foram publicados cerca de 85 títulos de sua obra, tais como poemas, prosa e orações, com mais de 40 títulos em Inglês. Em setembro de 2001, poucos dias após os atentados suicidas terroristas ao World Trade Center, ele abordou as questões da não-violência e do perdão, em um discurso memorável na Igreja de Riverside, em Nova York. 
Thich Nhat Hanh continuou a viver em Plum Village na comunidade de meditação fundada por ele, onde ensinou, escreveu e conduziu retiros em todo o mundo sobre "a arte de viver consciente". Um dos principais ensinamentos de Thich Nhat Hanh é que, através da prática da plena consciência (tradução livre para a palavra em sânscrito Smṛti, "lembrança") podemos aprender a viver no momento presente, em vez de nos apegarmos ao passado ou futuro. Residir no momento presente é, de acordo com Nhat Hanh, a única maneira de realmente desenvolver a paz, em si mesmo e no mundo.
A pronúncia do nome de Thich Nhat Hanh, em Inglês é: Tik N'yat Hawn, contudo, desde que o idioma vietnamita é uma língua tonal, isto é apenas uma aproximação estreita de como se iria pronunciar em vietnamita. (O nome dele é, por vezes, é escrito com erros ortográficos como Thich Nhat Hahn, Thich Nhat Han, e Thich Nat Han.). 

## Cronologia de Vida
1926 Thich Nhat Hanh nasceu.
1942 Thich Nhat Hanh entra no Mosteiro do Templo de Tu Hieu próximo a Hue, no Vietnã Central, e é ordenado um noviço. 
1949 Thich Nhat Hanh recebe ordenação máxima de um monge budista. 
1954 Depois de um século de domínio colonial francês e anos de guerra entre os franceses e as forças comunistas de Ho Chi Minh, os acordos de paz de Genebra são assinados, dividindo temporariamente o Vietnã, com a fronteira delimitada ao norte de Hue. As tensões continuam aumentando entre o norte e o sul. 
1955 Thich Nhat Hanh funda o Centro de Meditação Phuong Boi [Folhas de palmeira perfumadas] nas montanhas ao sul do Vietnã. 
1960 Thich Nhat Hanh funda a União Estudantil Budista no Vietnã do Sul. 
1961 Thich Nhat Hanh estuda e ensina nas universidades de Princeton e Colúmbia.
1963 Monges budistas do Vietnã do Sul se sacrificam como uma mensagem para impedir a violência, que inclui ataques do governo vietnamita do sul contra templos budistas. Thich Nhat Hanh retorna ao Vietnã. 
1964 Thich Nhat Hanh funda a Universidade Van Hanh no Vietnã do Sul e funda La Boi Press, com Thich Thanh Tue e Thich Tu Man. Thich Nhat Hanh funda o projeto para alimentar crianças famintas. 
1965 O presidente dos Estados Unidos Lyndon B. Johnson envia as primeiras tropas de combate ao Vietnã. Thich Nhat Hanh escreve uma carta ao Dr. Martin Luther King Jr. solicitando reiteradamente que ele se oponha publicamente à Guerra do Vietnã, e o eventualmente Dr. King fez isso. Thich Nhat Hanh funda a Escola da Juventude para o Serviço Social, uma organização de assistência às zonas rurais que passa a treinar 10 000 jovens voluntários assistentes sociais nos princípios budistas da não violência e ação compassiva. 
1966 A Escola da Juventude para o Serviço Social continua seu trabalho, apesar dos assédios e assassinato de muitos dos seus membros. Thich Nhat Hanh funda Ordem do Interbeing [Interser]. Thich Nhat Hanh publica Lotus in a Sea of Fire: A Buddhist proposal for Peace [Um lótus no mar de fogo: uma proposta budista para a paz], com um prefácio do monge e escritor católico trapista Thomas Merton. Thich Nhat Hanh viaja pelos Estados Unidos com Alfred Hassler, o líder da Sociedade de Reconciliação, com o intuito de elevar a conscientização do impacto da guerra sobre o povo vietnamita, e se encontra com líderes influentes, como o Secretário de Defesa Robet McNamara e o Dr. Martin Luther King Jr. Thich Nhat Hanh realiza uma conferência para a imprensa em Washington DC, e lança uma proposta de paz, com cinco pontos, para o governo dos Estados Unidos. No mesmo dia, ele é declarado um traidor pelo regime do Vietnã do Sul. Thich Nhat Hanh é recebido pela Sua Santidade o Papa Paulo VI, em Roma. A Escola da Juventude para o Serviço Social é denunciada pelo decano da Van Hanh University. 
1967 Thich Nhat Hanh é nomeado para o Prêmio Nobel da Paz pelo Dr. Martin Luther King Jr., que escreve em sua carta de nomeação: “Eu não conheço pessoalmente ninguém mais digno do Prêmio Nobel do que este gentil monge budista do Vietnã”. Thich Nhat Hanh é exilado do Vietnã e fixa residência na França. Nhat Chi Mai, um dos seis primeiros membros da Ordem do Interbeing, se imola pela paz. 
1968 Nos Estados Unidos, por toda parte, centenas de milhares de pessoas protestam contra a intervenção do governo americano no Vietnã. No final de janeiro, o Vietnã do Norte e a Frente de Libertação Nacional lançaram ataques coordenados, conhecidos como os Ataques de Tet, contra as principais cidades vietnamitas do sul. 
1969 Irmã Chan Khong, outra dos seis membros da Ordem do Interser, se une a Thich Nhat Hanh na França para ajudar na Delegação da Paz Budista; ela fica estigmatizada como sendo inimiga do regime no Vietnã do Sul e é exilada. 
1970 Thich Nhat Hanh, Alfred Hassler entre outros do mundo inteiro iniciam o projeto Dai Dong [Grande União] com a visão de proteger o planeta. 
1973 Os Acordos de Paz de Paris são assinados, terminando as hostilidades abertas entre os Estados Unidos e o Vietnã do Norte. Thich Nhat Hanh é proibido de retornar ao Vietnã. 
1975 As forças comunistas capturam Saigon, terminando a guerra. Thich Nhat Hanh funda o Eremitério Batata Doce fora de Paris.
1976-1977 Thich Nhat Hanh realiza uma operação para resgatar pessoas dos barcos no Golfo do Sião, mas a hostilidade dos governos da Tailândia e de Singapura impossibilita a continuidade. Nos cinco anos seguintes, ele permanece em retiro no Eremitério Batata Doce – meditando, lendo, escrevendo, encadernando livros e jardinando. 
1982 Thich Nhat Hanh funda o Centro de Prática Meditativa de Plum Village no sudoeste da França. 
1985 Thich Nhat Hanh e Arnie Kotler funda Parallax Press. 
1988 Thich Nhat Hanh ordena os seus três primeiros discípulos monásticos, entre eles a Irmã Chan Khong. 
1991 Thich Nhat Hanh recebe o Prêmio Courage of Conscience Award [Coragem da Consciência] de Peace Abbey [a Abadia da Paz] 
1993 Thich Nhat Hanh encontra-se com Sua Santidade o Dalai Lama, em Chicago, no Parlamento das Religiões do Mundo. Encontro este que culmina na obra Towards a Global Ethic: An Initial Declaration [Por uma ética global: uma declaração inicial], esboçada pelo Padre Hans Kung e identificando os preceitos éticos compartilhados pelas tradições religiosas do mundo. 
1996 Em sua segunda visita à Índia, Thich Nhat Hanh se encontra com K.R. Narayanan [então vice-presidente, prestes a se tornar o presidente da Índia], e como resultado deste encontro o parlamento indiano instituiu um comitê de ética. 
1997 Thich Nhat Hanh funda o Centro de Darma da Montanha Verde [Green Mountain Dharma Center] e o Mosteiro da Floresta das Aceráceas [Maple Forest Monastery] em Vermont, Estados Unidos. Thich Nhat Hanh conduz eventos sobre as práticas da atenção plena em Israel. 
1998 Thich Nhat Hanh colabora com os laureados do Prêmio Nobel da Paz no sentido de apelar às Nações Unidas, em nome dos filhos do mundo, para que seja declarado 2000-2010 a Década por uma Cultura de Paz e Não violência. 
2000 Thich Nhat Hanh recorre à Conferência da Cúpula Mundial da Casa Branca sobre HIV/Aids. Thich Nhat Hanh funda o Mosteiro Parque dos Cervídeos [Deer Park Monastery] na Califórnia. 
2001 Thich Nhat Hanh jejua pela paz, em memória daqueles que morreram nos ataques do 11 de setembro. Thich Nhat Hanh fala na Igreja Riverside na cidade de Nova York, exortando todos a contemplarem profundamente, antes de reagirem aos eventos do 11 de setembro, e a buscarem uma solução pacífica. Thich Nhat Hanh recebe um título honorário de Doutor da Long Island University em Nova York. Thich Nhat Hanh recebe o primeiro Prêmio Mente/Corpo/Espírito do Instituto de Medicina Corpo/Mente, no Centro Médico Beth Israel Diaconisa e na Escola de Medicina de Harvard em Massachusetts. 
2003 Thich Nhat Hanh discursa para líderes políticos na Biblioteca do Congresso dos Estados Unidos e em um retiro para os membros do Congresso em Washington, DC. Thich Nhat Hanh recebe o título de Doutor honorário pela Loyola University, Chicago. Thich Nhat Hanh apresenta o código monástico budista de Plum Village revisado, o primeiro entre muito poucos no mundo, durante sua visita à Coreia. O arquivo de livros internacionais de Thich Nhat Hanh é fundado em Plum Village, na França, reunindo milhares de títulos de livros de Thich Nhat Hanh em muitas línguas. 
2005 Thich Nhat Hanh retorna ao Vietnã pela primeira vez em quase 40 anos para visitar templos budistas, ensinar e publicar alguns de seus livros em vietnamita. No Vietnã, ele restabelece dois templos: o Templo Tu Hieu e o Mosteiro Bat Nha. 
2006 Thich Nhat Hanh recorre à Unesco, em Paris, para exigir medidas específicas que revertam o ciclo de violência, guerra e aquecimento global. Thich Nhat Hanh é listado como um dos 60 heróis da Ásia, juntamente com Mahatma Gandhi, Dalai Lama e Aung San Suu Kyi, na edição asiática da revista Time.
2007 Thich Nhat Hanh conduz três Cerimônias de Grande Réquiem, uma em cada uma das três principais cidades do Vietnã, por todos os que morreram durante a Guerra do Vietnã ou em consequência da mesma, e pela reconciliação entre vietnamitas ao redor do mundo. Thich Nhat Hanh funda o Blue Cliff Monastery em Nova York. As comunidades internacionais de prática de Thich Nhat Hanh e Plum Village passam do lacto-ovo-vegeterianismo para o veganismo, por razões ambientais e outras. Thich Nhat Hanh recebe o Prêmio de Construtor de Pontes da Família Doshi [Doshi Family Bridge-builder Award] da Universidade Loyola Marymount, na Califórnia 
2008 Thich Nhat Hanh inicia o Movimento Wake Up, um movimento internacional para jovens se reunirem para praticar a atenção plena e desenvolver comunidades para uma sociedade saudável e compassiva. Thich Nhat Hanh cria o Instituto Europeu de Budismo Aplicado [European Institute of Applied Buddhism (Eiab)] na Alemanha. Thich Nhat Hanh entrega e dirige ao Parlamento da Índia, “Liderando com coragem e compaixão”, na presença de muitos líderes políticos e dignitários, incluindo Sonia Gandhi e Tara Bhattacharya – a neta de Mahatma Gandhi. Thich Nhat Hanh recebe um doutorado honorário da Universidade Nalanda na Índia. Thich Nhat Hanh é o principal orador da Celebração do Vesak da Unesco em Hanoi, Vietnã. 
2009 Representantes do governo vietnamita expulsam brutalmente todos os monges e monjas do Mosteiro Bat Nha de Thich Nhat Hanh. Thich Nhat Hanh recorre ao Parlamento Mundial das Religiões em Melbourne, Austrália, via link de vídeo. Thich Nhat Hanh estabelece o Mosteiro Magnolia Grove, no Mississippi. 
2010 A primeira exposição de caligrafia de Thich Nhat Hanh, Meditação caligráfica: A arte consciente de Thich Nhat Hanh, é exposta no Museu da Universidade e na Galeria de Arte da Universidade de Hong Kong. Thich Nhat Hanh lança o Programa de Ética Aplicada, e treina professores para ensinar a atenção plena em escolas do mundo inteiro. Thich Nhat Hanh recebe um doutorado honorário da Universidade de Massachusetts, Boston. 
2011 Thich Nhat Hanh discursa para líderes políticos em Washington DC, sobre “Liderar com clareza, compaixão e coragem”. Ele dá ensinamentos sobre a prática do consumo consciente na sede da Google na Califórnia. A cidade de Oakland na Califórnia ergueu, no centro da cidade, uma enorme escultura de bronze de Thich Nhat Hanh como sendo um dos 25 Campeões da Humanidade apresentados no monumento Remember Them [Lembre-se deles]. Thich Nhat Hanh cria o Instituto Asiático de Budismo Aplicado em Hong Kong. As caligrafias de Thich Nhat Hanh são exibidas junto aos trabalhos caligráficos chineses do Mestre Shen Yen no Centro Mundial da Montanha do Tambor do Darma para Educação Budista na cidade Nova Taipei. As caligrafias de Thich Nhat Hanh são exibidas no Auditório do Centro Asiático, Universidade British Columbia, Vancouver, Canadá. 
2012 Thich Nhat Hanh interpela o Parlamento do Reino Unido e a Assembleia do Norte da Irlanda. Thich Nhat Hanh e os monges e monjas de Plum Village facilitam a meditação sentada “Sente-se em paz” para uma multidão relâmpago de 4 000 pessoas em Trafalgar Square, Londres. A meditação caligráfica: a arte consciente de Thich Nhat Hanh é exibida no Templo Son Ha, Plum Village, França, como parte das celebrações dos 30 anos do Plum Village 
2013 Thich Nhat Hanh funda o mosteiro Plum Village Tailandês em Khao Yai, Tailândia. As caligrafias de Thich Nhat Hanh são exibidas no Centro de Arte e Cultura de Bangkok, na Tailândia. A exposição Meditação caligráfica: A arte consciente de Thich Nhat Hanh faz sua estreia nos Estados Unidos, em ABC Home, cidade de Nova York. 
2014 Thich Nhat Hanh sofre um AVC e encontrava-se em recuperação
Nota: Cronologia extraída do livro O Milagre da Atenção Plena, de Thich Nhat Hanh
2022 Thich Nhat Hanh morreu.

## Livros em língua portuguesa
- Caminhos para a Paz Interior
- O Milagre da Atenção Plena
- Flamboyant em Chamas
- Meditação Andando
- Respirando e Sorrindo (Solaris)
- Vietnã — Flor-de-lótus em Mar de Fogo (Ed. Paz E Terra)
- O Coração da Compreensão (Ed. Bodigaya)
- Para Viver em Paz - O Milagre da Mente Alerta (Ed. Vozes) - 1976
- Paz a Cada Passo: Como Manter Sua Mente Desperta no Seu Dia-a-dia (Ed. Rocco) - 1990
- Vivendo em Paz - Como Praticar a Arte de Viver Conscientemente (Ed. Pensamento) - 1992
- O Sol Meu Coração - Da Atenção à Contemplação Intuitiva - 1995
- Cultivando a Mente do Amor - 1996
- Vivendo Buda, Vivendo Cristo (Ed. Rocco) - 1997
- A Essência dos Ensinos de Buda (Ed. Rocco) - 2001
- Jesus e Buda, Irmãos (Ed. Bertrandi Brasil) - 2002
- Aprendendo a Lidar com a Raiva - Sabedoria Para A Paz Interior (Ed. Sextante) - 2003
- Ensinamentos sobre o Amor (Ed. Sextante) - 2005
- Velho Caminho, Nuvens Brancas: Seguindo as Pegadas do Buda (Ed. Bodigaya) - 2007
- A Arte do Poder
- Corpo e Mente em Harmonia: Andando Rumo à Iluminação (Ed. Vozes) - 2009
- Nada Fazer, Não Ir A Lugar Algum (Ed. Vozes) - 2011
- "Raiva: Sabedoria para abrandar as chamas" (Ed. Vozes) - 2022